# Misery Index
I Misery Index sono un gruppo deathgrind statunitense.
La formazione originale consisteva di due cantanti, Jason Netherton al basso e Mike Harrison alla chitarra, e Kevin Talley alla batteria. Nel 2006 l'addio di Harrison e Talley cede il posto a Mark Kloeppel e Adam Jarvis rispettivamente alla voce e alla batteria, con l'entrata nel gruppo di Sparky Voyles, successivamente rimpiazzato nel 2010 da Darin Morris.
Il nome del gruppo è un riferimento all'indice di miseria, indicatore economico creato dall'economista Arthur Okun. La band è infatti solita a trattare tematiche politiche e sociali, mostrando la propria visione incline al radicalismo e al liberalismo progressista.

## Storia del gruppo
I Misery Index si formano nel 2001 a Baltimore nel Maryland, da Jason Netherton al basso e voce, Mike Harrison al basso e voce e dal batterista Kevin Talley ai quali poi si aggiungerà il secondo chitarrista Sparky Voyles. Il loro intento era quello di combinare gli intensi elementi del metal con un approccio proprio del grind e con l'aggiunta di patterns derivati dall'hardcore punk e dal grindcore. Tutto questo miscelato con repentini cambi di tempo e ferocia compositiva.
Nel settembre del 2001 la band si autoproduce per la loro etichetta Anarchos Records; il primo EP Overthrow si fa subito apprezzare nell'underground con cinque tracce. Seguito nel 2002 dallo split EP con i Commit Suicide, dopo la registrazione di quest'ultimo Harrison e Talley lasciano la band per intraprendere altri progetti. Il sostituto del batterista Talley fu l'ex Severed Head Matt Byers che seguirà il gruppo nel suo primo tour americano e registrerà nel 2003 prima un EP con gli Structure Of Lies e poi il primo full-length Retaliate.
Questo disco sarà influenzato dal sound dei primi Brutal Truth, dei Terrorizer e degli Assuck; le liriche tratteranno dell'ipocrisia e delle psicosi del tessuto sociale odierno scagliandosi contro chi si adagia su questo status quo. Raggiunti dal chitarrista Bruce Greig che suonerà solo live, per promuovere il disco i Misery Index suoneranno tra il 2003 e 2004 in America e in Europa nel bill dello X-Mass Festival con Deicide, Nile, Amon Amarth, Destruction e Graveworm. Il gruppo girerà anche il video per la canzone The Great Depression e un DVD per la Anarchos Records con uno show completo in Grecia. Nell'agosto del 2004, dopo l'abbandono del batterista Byers, il gruppo recluta Adam Jarvis e partecipa ai festival estivi Wacken Open Air, Brutal Assault e Party.San Metal Open Air. A queste partecipazioni a vari festival seguirà la registrazione dell'EP Dissent, che rifinirà con maggior cura il suono creato per Retaliate incrementando la tecnica dei singoli strumentisti.
A supporto del disco i Misery Index andranno in tour suonando con Napalm Death, Suffocation, Behemoth, Neuraxis, Rotten Sound, Magrudergrind e Devil Inside. Nel febbraio del 2005 si unisce a Netherton, Voyles e Jarvis, il chitarrista Mark Kloeppel completando così la formazione che registrerà nella primavera del 2006 l'album Discordia proseguendo e migliorando il percorso musicale intrapreso con il mini Dissent e firmando uno ritenuto tra i migliori dischi di metal estremo usciti in quell'anno. Attualmente la band è impegnata nel tour europeo con Necrophagist e Origin.
Nel 2007 viene lanciato l'EP Hang Em High e nell'autunno dell'anno dopo la band pubblica il terzo album Traitors, da cui viene tratto anche un video per la titletrack.

## Formazione

### Formazione attuale
- Jason Netherton - voce, basso (2001 - presente)
- Mark 'Lo Sneek' Kloeppel - voce, chitarra (2006 - presente)
- Darin Morris - chitarra (2010 - presente)
- Adam Jarvis - batteria (2006 - presente)

### Ex componenti
- Sparky Voyles - chitarra
- Mike Harrison - chitarra, voce
- Bruce Greig - chitarra
- Kevin Talley - batteria
- Matt Byers - batteria

## Discografia
Album in studio
- 2003 - Retaliate
- 2006 - Discordia
- 2008 - Traitors
- 2010 - Heirs to Thievery
- 2014 - The Killing Gods
- 2019 - Rituals of Power

EP
- 2001 - Overthrow
- 2004 - Dissent
- 2007 - Hang Em High

Split
- 2002 - Misery Index / Commit Suicide 2002
- 2002 - Created to Kill (4 Way)
- 2003 - Structure of Lies / Misery Index
- 2006 - Misery Index / Bathtub Shitter
- 2008 - Ruling Class Cancelled
- 2011 - Thus the Beast Decapitated / Siberian

## Videografia
DVD
- 2004 - Misery Index DVD Vol. 1

Videoclip
- 2004 - The Great Depression
- 2006 - Conquistadores
- 2008 - Traitors

## Progetti paralleli e collaborazioni
- Dying Fetus (Jason Netherton, Sparky Voyles, Kevin Talley, Bruce Greig)
- Severed Head (Bruce Greig)
- M.O.D. (Sparky Voyles)
- Fear of God (Sparky Voyles)
- Sadistic Torment (Sparky Voyles)
- Chimaira (Kevin Talley)
- Dååth (Kevin Talley)
- All Will Fall (Adam Jarvis)